# Cohors II Varcianorum

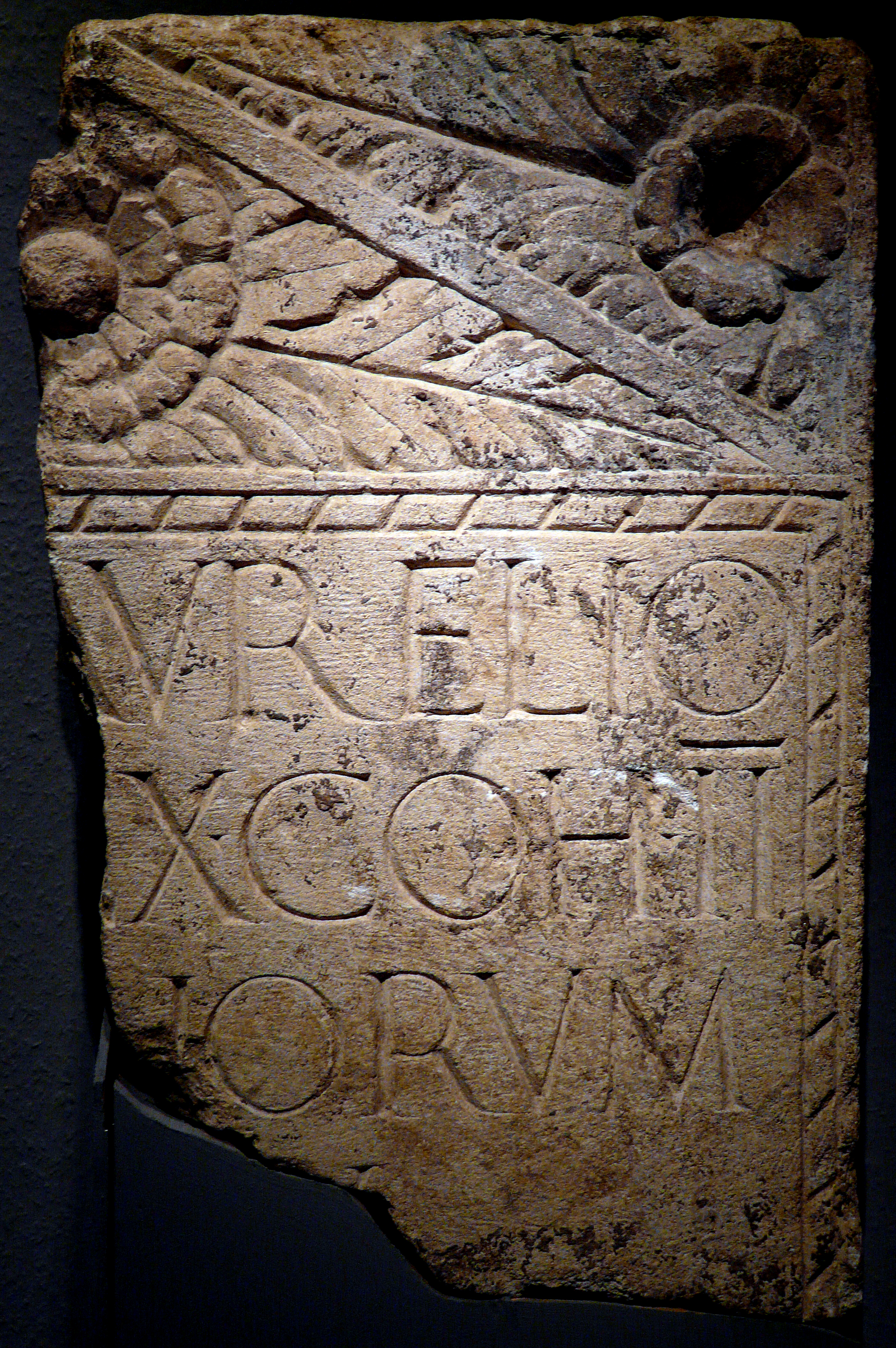
Der Grabstein des Aurelius

Die Cohors II Varcianorum [civium Romanorum] [equitata] (deutsch 2. Kohorte der Varcianer [der römischen Bürger] [teilberitten]) war eine römische Auxiliareinheit. Sie ist durch Militärdiplome, Inschriften und Ziegelstempel belegt.

## Namensbestandteile
- Varcianorum: der Varcianer. Die Soldaten der Kohorte wurden bei Aufstellung der Einheit aus dem Volksstamm der Varcianer auf dem Gebiet der römischen Provinz Pannonia rekrutiert.

- civium Romanorum: der römischen Bürger. Den Soldaten der Einheit war das römische Bürgerrecht zu einem bestimmten Zeitpunkt verliehen worden. Für Soldaten, die nach diesem Zeitpunkt in die Einheit aufgenommen wurden, galt dies aber nicht. Sie erhielten das römische Bürgerrecht erst mit ihrem ehrenvollen Abschied (Honesta missio) nach 25 Dienstjahren. Der Zusatz kommt in einem Militärdiplom von 127 (AE 2010, 1865), in den Inschriften (CIL 3, 12053, CIL 5, 875) sowie in dem Ziegelstempel (AE 1955, 38) vor.

- pia fidelis: loyal und treu. Domitian (81–96) hatte den ihm treu gebliebenen römischen Streitkräften in Germania inferior nach der Niederschlagung des Aufstands von Lucius Antonius Saturninus die Ehrenbezeichnung pia fidelis Domitiana verliehen; es ist unsicher, ob dieser Zusatz auch an die Kohorte verliehen wurde.[1][2][A 1]

- equitata: teilberitten. Die Einheit war ein gemischter Verband aus Infanterie und Kavallerie. Der Zusatz kommt in den Inschriften (AE 2013, 1206, CIL 3, 12053, CIL 5, 875) vor.

Da es keine Hinweise auf den Namenszusatz milliaria (1000 Mann) gibt, war die Einheit eine Cohors (quingenaria) equitata. Die Sollstärke der Kohorte lag bei 600 Mann (480 Mann Infanterie und 120 Reiter), bestehend aus 6 Centurien Infanterie mit jeweils 80 Mann sowie 4 Turmae Kavallerie mit jeweils 30 Reitern.

## Geschichte
Die Kohorte war in der Provinz Germania inferior stationiert. Sie ist auf Militärdiplomen für die Jahre 95/96 bis 152 n. Chr. aufgeführt.
Der erste Nachweis der Einheit in Germania inferior beruht auf einem Diplom, das auf 95/96 datiert ist. In dem Diplom wird die Kohorte als Teil der Truppen (siehe Römische Streitkräfte in Germania) aufgeführt, die in der Provinz stationiert waren. Weitere Diplome, die auf 98 bis 152 datiert sind, belegen die Einheit in derselben Provinz.

## Standorte
Standorte der Kohorte in Germania inferior waren möglicherweise:
- Gelduba (Gellep-Stratum): Die Inschrift (Bogaers 1978, 608) sowie Ziegel mit dem Stempel der Kohorte (AE 1955, 38) wurden hier gefunden.[2]
- Rigomagus (Remagen): Die Inschrift (CIL 13, 7804) wurde hier gefunden.

## Angehörige der Kohorte
Folgende Angehörige der Kohorte sind bekannt.

### Kommandeure
- Gaius Minicius Italus, ein Präfekt (CIL 3, 12053, CIL 5, 875, CIL 14, 4456). Er war auch Präfekt der Cohors I Breucorum, der Cohors V Gallorum und der Ala I Singularium.

### Sonstige
| - [] Aurelius [], ein Vexillarius (Bogaers 1978, 608) - Iulius Verecund(us), ein Centurio (CIL 13, 7707) | - Petitor Pirobori, ein Soldat (CIL 13, 8188) - T(itus) Fl(avius) Ateboduus, ein Veteran und ehemaliger Cornicularius (AE 2013, 1206) |